# Liam Hemsworth
Liam Hemsworth (Melbourne, Victòria, 12 de gener de 1990) és un actor australià. És germà dels també actors Luke Hemsworth i Chris Hemsworth.
Liam va assolir la fama per interpretar el personatge Marco en la sèrie The Elephant Princess a Austràlia, però el seu èxit internacional va arribar en interpretar Will Blakelee a la pel·lícula The Last Song basada en la novel·la de Nicholas Sparks, i Els jocs de la fam interpretant a Gale Hawthorne.

## Biografia
Liam Hemsworth va néixer el 13 de gener de 1990 a Melbourne, Victòria (Austràlia), però quan tenia 8 anys es va traslladar i va créixer a Phillip Island (Austràlia) al costat dels seus germans grans, els també actors Luke Hemsworth (el gran) i Chris Hemsworth (el mitjà) i al costat dels seus pares, Craig Hemsworth, assistent social i Leonie Hemsworth, professora d'anglès. Va treballar en la construcció abans de dedicar-se al cinema.
El 2009, Liam es va traslladar als Estats Units per seguir la seva carrera al costat del seu germà Chris. Van viure durant un temps a la casa de l'agent de Chris, William Ward, abans de llogar el seu propi apartament a Los Angeles.
El juny del 2010 va començar a sortir amb l'actriu i cantant Miley Cyrus, però la relació va acabar l'agost del mateix any. Més tard la parella va tornar el març del 2011. El 6 de maig del 2012 la parella va anunciar que s'havien compromès, interrompent la relació en setembre de 2013.
El 2009 va realitzar un cameo a la pel·lícula Senyals del futur protagonitzada i un petit paper en la pel·lícula Triangle i en 2010 The Last Song, en la qual interpreta el personatge de Miley Cyrus.
El 2012, Liam Hemsworth va interpretar al personatge Gale Hawthorne en la pel·lícula Els jocs de la fam amb l'actor Josh Hutcherson i l'actriu Jennifer Lawrence. Aquell mateix any va aparèixer a la pel·lícula The Expendables 2 on interpreta el jove franctirador Billy "The Kid" Timmons. També va protagonitzar la pel·lícula Love and Honor aquest any. El 2013 es mostrarà en les pel·lícules Empire State i The Hunger Games: Catching Fire.
Liam Hemsworth ha exposat varies vegades als mitjans, la seva alimentació i estil de vida vegans.

## Filmografia

### Cinema
| Any  | Pel·lícula                            | Paper                   | Notes |
| ---- | ------------------------------------- | ----------------------- | ----- |
| 2009 | Triangle                              | Victor                  |       |
| 2009 | Senyals del futur (Knowing)           | Spencer                 |       |
| 2010 | The Last Song                         | Will Blakelee           |       |
| 2012 | Els jocs de la fam (The Hunger Games) | Gale Hawthorne          |       |
| 2012 | The Expendables 2                     | Billy "The Kid" Timmons |       |
| 2012 | Love and Honor                        | Mike Wright             |       |
| 2013 | El poder dels diners (Paranoia)       | Adam Cassidy            |       |
| 2013 | Empire State                          | Chris Potamitis         |       |
| 2013 | The Hunger Games: Catching Fire       | Gale Hawthorne          |       |
| 2014 | Cut Bank                              | Dwayne McLaren          |       |
| 2014 | The Hunger Games: Mockingjay – Part 1 | Gale Hawthorne          |       |
| 2015 | La modista (The Dressmaker)           | Teddy Mcswiney          |       |
| 2015 | The Hunger Games: Mockingjay – Part 2 | Gale Hawthorne          |       |
| 2016 | Independence Day: Resurgence          | Jake Morrison           |       |
| 2016 | The Duel                              | David Kingston          |       |
| 2019 | Isn't It Romantic                     | Blake                   |       |
| 2019 | Killerman                             | Moe                     |       |
| 2020 | Arkansas                              | Kyle                    |       |

### Televisió
| Any       | Sèrie                                    | Paper          | Notes                                |
| --------- | ---------------------------------------- | -------------- | ------------------------------------ |
| 2007      | Home and Away                            | Unknown        | Episodi #1.4372                      |
| 2007      | Les germanes McLeod (McLeod's Daughters) | Damo           | Episodi: "Leaving the Nest"          |
| 2007–2008 | Veïns (Neighbours)                       | Josh Taylor    | 19 episodis                          |
| 2008–2009 | The Elephant Princess                    | Marcus         | 18 episodes                          |
| 2009      | Satisfaction                             | Marc           | 2 episodis                           |
| 2015      | The Muppets                              | Liam Hemsworth | Episodi: "Bear Left Then Bear Write" |
| 2016      | Workaholics                              | Cushing Ward   | Episodi: "Wolves of Rancho"          |
| 2020      | Most Dangerous Game                      | Dodge Maynard  | Paper principal                      |